# Никольское (деревня, Тутаевский район)
Никольское — деревня в Тутаевском районе Ярославской области России. 
В рамках организации местного самоуправления входит в Константиновское сельское поселение, в рамках административно-территориального устройства — в Фоминский сельский округ.

## География
Расположена на юго-западе сельского поселения, к югу от Тутаева и к юго-западу от посёлка Константиновский. Находится с западной стороны дороги, следующей от Тутаева на юг к посёлку Чёбаково, От стоящей на этой дороге деревни Копнинское идёт боковая дорога на юго-запад к Никольскому. Деревня стоит на правом северном берегу  ручья длиной около 1,5 км, правого притока Медведка. Просёлочная дорога на запад, пересекая Медведку ведёт к Саблуково и Федорково, самым западным населённым пунктам поселения. Дорога в юго-восточном направлении выходит к деревне Баскачево, стоящей по другую сторону дороги к Чёбаково. К югу от деревни, за ручьём имеется большое поле, расположенное на холме (высота 157,8) между этим ручьем и правым берегом Медведки, на этом поле ранее стояли деревни Максимовское  и Кузьминское.

## История
Село Николаевское указано на плане Генерального межевания Борисоглебского уезда 1792 года. В 1825 Борисоглебский уезд был объединён с Романовским уездом. По сведениям 1859 года деревня относилась к Романово-Борисоглебскому уезду .

## Население
| 1859 | 2001 | 2002 | 2003 | 2004 | 2005 | 2006 |
| ---- | ---- | ---- | ---- | ---- | ---- | ---- |
| 64   | ↘3   | ↗5   | ↘4   | →4   | ↗5   | ↘3   |
| 2007 | 2008 | 2010 |      |      |      |      |
| →3   | ↗6   | ↗7   |      |      |      |      |

На 1 января 2007 года в деревне Никольское числилось 3 постоянных жителя . По карте 1975 г. в деревне жило 15 человек. Почтовое отделение, находящееся в городе Тутаев, обслуживает в деревне 11 владений на Дубовая улице .